# Neu-Lichtenegg
Die Neu-Lichtenegg ist eine abgegangene Spornburg auf 790 m ü. NHN 300 Meter westlich von Lichtenegg, einem Ortsteil der Gemeinde Illmensee im Landkreis Sigmaringen in Baden-Württemberg.
Die Burg wurde um 1300 erbaut und 1309 als „castrum“ erwähnt. 1372 waren auf Lichtenegg die Herren von Ramsberg ansässig.